# Parc départemental de la Fosse-Maussoin
Le Parc départemental de la Fosse-Maussoin est un parc public en cours d'aménagement sur le territoire de la commune de Clichy-sous-Bois en Seine-Saint-Denis, aisément accessible aux habitants du Raincy et de Montfermeil. C'est l'un  des huit parcs départementaux du département de la Seine-Saint-Denis.
Son nom vient de brigands actifs sur la Forêt de Bondy, qui couvrait alors d'un seul tenant l'équivalent de plusieurs communes de l'actuelle Seine-Saint-Denis, et qui cachaient leur butin dans une fosse au cœur de la forêt qui prit le nom de "Fosse Maussoin".
Sur le site a été exploitée de 1866 à 1965 une importante carrière de gypse, permettant de produire du plâtre.
L'ouest de la fosse a été acquise par la commune qui y a implanté des équipements publics (dont le collège Louise-Michel et le gymnase Armand-Desmet) et commerciaux. La majorité des parcelles a été acquise par le département de la Seine-Saint-Denis au début des années 1980. Celles-ci ont été réaménagées  pour combler les anciennes galeries — pour un coût de 4,6 millions d'euros (dont une subvention de 595 000 € de la région Ile-de-France) — avant de la transformer en parc public sur le modèle du parc Georges-Valbon.
En décembre 2020, 7 hectares supplémentaires sont ouverts au public pour s'ajouter aux 7 premiers et en attendant 8 autres fin 2021 pour former finalement 22 hectares ouverts au public. Durant l'hiver 2020-2021, 9 000 jeunes arbres sont plantés en attendant 2 000 de plus l'hiver suivant.
Fin 2021 seront ouverts au public 8 ha supplémentaires.
En juin 2022, ce poumon vert s’est agrandi pour passer à 22 hectares, avec aires de jeux, installations de fitness ou encore des tables de pique-nique.